# Alister McGrath
Alister Edgar McGrath (* 23. ledna 1953 Belfast) je britský anglikánský teolog, biofyzik a apologeta; dřívější profesor Oxfordské univerzity. Bývá řazen k nejvýznamnějším myslitelům současného evangelikalismu.
Je znám zejména jako autor knihy The Dawkins Delusion?, jež je odpovědi na spis The God Delusion (česky Boží blud) Richarda Dawkinse.
Do češtiny byly přeloženy jeho knihy Křesťanská spiritualita (2001), Blackwellova encyklopedie moderního křesťanského myšlení (2001), Dialog přírodních věd a teologie (2003), Dějiny křesťanství - úvod (2014). Do slovenštiny byly přeloženy jeho knihy Dawkinsov boh. Gény, mémy a zmysel života (2008), C. S. Lewis - Excentrický génius a zdráhavý prorok (2018) a Teória všetkého (na čom záleží). Krátky úvod do teórie relativity, Einsteina a jeho prekvapivého uvažovania o Bohu (2022).